# Tiefenried (Naturschutzgebiet)

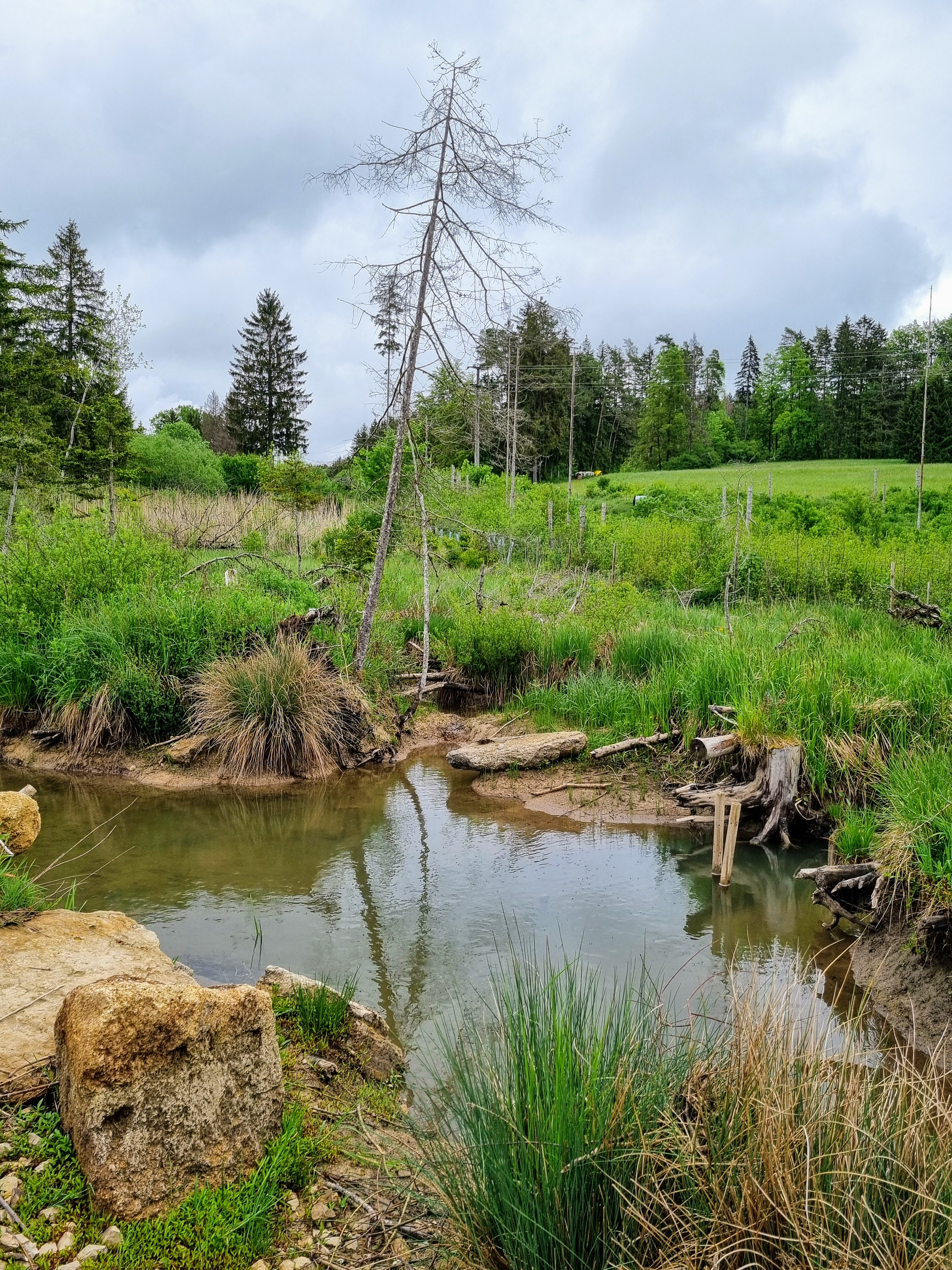
Der Breitentalbach im Naturschutzgebiet

Das Tiefenried ist ein mit Verordnung vom 30. April 1962 ausgewiesenes Naturschutzgebiet (NSG-Nummer 3.064) im baden-württembergischen Landkreis Konstanz in Deutschland.

## Lage
Das rund 6,4 Hektar große Naturschutzgebiet Tiefenried gehört naturräumlich zur Hegaualb. Es liegt auf der Gemarkung Tengen, etwa drei Kilometer nördlich der Stadtmitte und östlich der Kreisstraße 6137, auf einer durchschnittlichen Höhe von 725 m ü. NHN.
Am Rand des Schutzgebiets fließt der Breitentalbach (GKZ: DE/111344), der als rechter Zufluss der Aitrach zur Donau entwässert.

## Schutzzweck
Wesentlicher Schutzzweck ist die Erhaltung eines Kalkflachmoors im Bereich der Juranagelfluh des Miozän mit Kalktuffbildung an Quellaustritten und zum Teil zum bodensauren Borstgrasrasen überleitendem Halbtrockenrasen an trockenen Stellen.

## Biotoptypen
Folgende Biotoptypen sind im Naturschutzgebiet Tiefenried bezeichnet:
| - 34.67 – Rispenseggen-Ried - 35.31 – Brennnessel-Bestand - 35.33 – Mädesüß-Bestand - 35.39 – Sonstiger Dominanzbestand - 35.40 – Hochstaudenflur - 35.50 – Magerrasen basenreicher Standorte - 35.62 – Ausdauernde Ruderalvegetation trockenwarmer Standorte | - 37.10 – Acker - 42.12 – Gebüsch trockenwarmer, basenreicher Standorte - 42.30 – Gebüsch feuchter Standorte - 43.12 – Himbeer-Gestrüpp - 45.30 – Einzelbaum - 59.44 – Fichten-Bestand - 60.61 – Nutzgarten |

## Flora und Fauna
Folgende, seltene und teils vom Aussterben bedrohte Arten (Auswahl) sind im Naturschutzgebiet Tiefenried beschrieben:

### Flora
| - Doldenblütler - Kümmelblättrige Silge (Selinum carvifolia) - Enziangewächse - Sumpfenzian (Swertia perennis) - Fieberkleegewächse - Fieberklee (Menyanthes trifoliata) - Hahnenfußgewächse - Trollblume (Trollius europaeus) - Moschuskrautgewächse - Gewöhnlicher Schneeball (Viburnum opulus) - Raublattgewächse - Echter Steinsame (Lithospermum officinale) | - Rosengewächse - Eingriffeliger Weißdorn (Crataegus monogyna) - Sauergrasgewächse - Davalls Segge (Carex davalliana) - Schuppenfrüchtige Gelb-Segge (Carex lepidocarpa) - Zusammengedrückte Quellbinse (Blysmus compressus) - Spindelbaumgewächse - Sumpf-Herzblatt (Parnassia palustris) - Wasserschlauchgewächse - Gemeines Fettkraut (Pinguicula vulgaris) - Weidengewächse - Kriech-Weide (Salix repens) |

### Fauna
| - Vögel - Baumpieper (Anthus trivialis), Braunkehlchen (Saxicola rubetra), Neuntöter (Lanius collurio) und Schwarzspecht (Dryocopus martius) |

## Zusammenhang mit anderen Schutzgebieten
Mit dem Naturschutzgebiet Tiefenried ist das FFH-Gebiet „Hegaualb“ (DE-8118-341) als zusammenhängendes Schutzgebiet ausgewiesen. (Stand: März 2017)